# Мыс Беринга (Магаданская область)
Мыс Бе́ринга — мыс на севере Охотского моря в Тауйской губе.

## Топоним
Мыс, как и близлежащие гора, бухта и полуостров, названы в честь российского мореплавателя Витуса Беринга.

## География
Крайняя юго-западная точка полуострова Беринга. Севернее расположен мыс Скала и залив Речной за ним. Мыс Беринга — северный входной мыс залива Одян, отделяющий его от основной части Тауйской губы.
Наивысшая точка — безымянная гора высотой 426 метров. В юго-восточной части мыса у берега расположено скопление осыхающих камней, сам мыс покрыт останцами. Берег восточнее мыса — скалистый и крутой, с небольшими заливами-шхерами, узкими распадками и маленькими речками.
Средняя величина прилива у мыса — 4 метра, наибольшая глубина у берега — 32 метра.